# Rhipidia (Rhipidia) polyclada
Rhipidia (Rhipidia) polyclada is een tweevleugelige uit de familie steltmuggen (Limoniidae). De soort komt voor in het Neotropisch gebied.